# انجل، لندن
longitudeانجل، لندنlatitudeانجل، لندن
انجل، لندن (به انگلیسی: Angel) یک ناحیه در لندن است که در منطقه ایزلینگتون لندن واقع شده‌است.